# Classe Benham
La classe Benham est un groupe de 10 destroyers construits par les États-Unis entre 1936 et 1939. Elle est basée sur les classes précédentes Mahan et Bagley. Deux navires ont été perdus pendant la Seconde Guerre mondiale (le Rowan coulé par un Schnellboot allemand alors qu'il protégeait un convoi allié entre Oran et Salerne le 11 septembre 1943 et le Benham torpillé par les Japonais le 15 novembre 1942 à la bataille navale de Guadalcanal), trois seront vendus pour la ferraille en 1947 et les cinq autres restants serviront de navires cibles pour les essais atomiques américains menés dans le Pacifique après la guerre.

## Liste des navires de la classe
- USS Benham (DD-397)
- USS Ellet (DD-398)
- USS Lang (DD-399)
- USS Mayrant (DD-402)
- USS Trippe (DD-403)
- USS Rhind (DD-404)
- USS Rowan (DD-405)
- USS Stack (DD-406)
- USS Sterett (DD-407)
- USS Wilson (DD-408)